# حزب الأمة (زنجبار)
حزب الأمة هو حزب سياسي كان موجودا في زنجبار. أنشأه الساخطون الاشتراكيون العرب ذو الميول اليسارية سنة 1963 كنتيجة لهيمنة حزب زنجبار الوطني على الحكم. وقاد الحزب عبد الرحمن محمد بابو وقد دعم حزب الأفروشيرازي خلال ثورة زنجبار سنة 1964. وبعد الثورة تم تعيين بابو وزير الشؤون الخارجية.